# Вальмір Беріша
Вальмір Беріша (швед. Valmir Berisha, нар. 6 червня 1996, Дечані, Косово) — шведський футболіст, нападник клубу «Лірія».
Народився в Сербії та Чорногорії в сім'ї косовських албанців. 
Виступав, зокрема, за клуби «Панатінаїкос» та «Камбюр», а також олімпійську збірну Швеції.

## Клубна кар'єра
Вихованець юнацьких команд футбольних клубів «Гальмстад» та «Рома».
Перший професійний контракт уклав із клубом «Рома» в 2014 році, але через конкуренцію не закріпився в основі та був віданий в оренду до грецького «Панатінаїкоса». Відіграв за клуб з Афін сезон 2014/15 років.
Протягом 2015/16 років захищав кольори команди клубу «Камбюр».
До складу клубу «Олесунн» приєднався 2017 року. Відіграв за команду з Олесунна три сезони та 23 матчі в національному чемпіонаті, один рік на правах оренди провів у складі ісландського «Фйолніра».
19 лютого 2019 року підписав однорічну угоду з боснійською командою «Вележ».
23 січня 2020 підписав однорічну угоду з румунським клубом «Кіндія» (Тирговіште).
Сезон 2021–22 Вальмір провів захищаючи кольори мальтійської команди «Сліма Вондерерз». Надалі швед відіграв по сезону за румунські клуби «Оцелул», «Мінаур» та «1599 Шелімбер».
Наразі захищає кольори клубу «Лірія».

## Виступи за збірні
З 2013 по 2015 роки виступав у складі різних вікових групах юнацької збірної Швеції, взяв участь у 26 іграх на юнацькому рівні, відзначившись 16 забитими голами.
2016 року захищав кольори олімпійської збірної Швеції. У складі цієї команди провів 2 матчі. У складі збірної — учасник футбольного турніру на Олімпійських іграх 2016 року у Ріо-де-Жанейро.